# 편승엽
편승엽(본명: 편정범, 1961년 8월 8일 ~ )은 대한민국의 트로트 가수이다.

## 생애
편승엽은 1961년 8월 8일 경기도 시흥에서 건축업에서 근무하는 편무철하고 이춘자 여사의 사이에 장남으로 태어났다.
서울혜화초등학교, 오류중학교하고 마포고등학교를 거치면서 유복하게 자랐다. 
고등학교를 졸업후 가전제품 대리점을 운영하면서 생계를 유지했다. 그러나 아버지의 사업이 기울면서 막노동판에 나가 등짐을 져야 했다. 어릴적부터 노래에 관심이 있어 가수가 되려는 희망을 가지고 있었으며 탤런트 시험에도 응시했다. 
가수의 꿈을 키우기 위해 가족들의 노력으로 1991년《서울 민들레》라는 곡으로 가수로 데뷔하게 됐다. 그러나 방송 전파 하나 못타고 좌절하고 방황 속에 밤무대에서 지냈다. 그러던 어느날 김수희하고의 인연으로 1992년 트로트곡《찬찬찬》을 부르게 되면서 방송국, 행사, 무대 등 그를 불러주는 곳은 어디는 달려가서 노래를 불렀다. 그러던 중 갑자기 그의 이름보다 《찬찬찬》이라는 곡이 유명해지게 됐다. 
이로써 편승엽은 전성기를 타며 대중들에게 널리 알려지게 됐고 1995년에 드디어 가요계 정상에 오르게 됐다. 한창 인기몰이를 하던 편승엽은 동료가수 길은정과의 만남으로 교제를 시작하여 1997년에 결혼을 했다. 하지만 성격차이로 결혼 7개월만에 이혼했다. 
이혼의 아픔을 딛고 재혼을 하고 앨범을 내면서 활동을 이어갔다. 2002년 편승엽이 결혼 생활 당시 자신에게 모욕, 폭언을 했다는 글을 길은정이 올렸고 편승엽이 명예훼손으로 고소했다. 결국 법적으로 2004년 길은정의 유죄판결로 사건이 마무리됐다. 하지만 이 사건으로 또 한번 이혼의 아픔을 맛보아야 했다. 2007년에는 길은정하고의 관계를 방송에서 털어놓기도 했다.

## 학력
- 서울개봉초등학교
- 오류중학교
- 마포고등학교
- 대구예술대학교 방송연예학

## 정규 음반
- 2002년 《그대와 함께/ 잊혀진 여인》
- 1998년 4집 《사랑을 위해/ 그날까지》
- 1996년 3집 《초대받고 싶은 남자/ 사나이 가슴에 비가 내리네》
- 1992년 2집 《찬찬찬/ 그리워질 날들이가딕히 남겨진 때문에》
- 1991년 1집 《서울 민들레/ 가로등》

## 수상 경력
- 1995년 MBC 10대 가수상